# Marbaye
Marbaye (ou Marbai) est une localité du Cameroun située dans l'arrondissement de Ndoukoula, le département du Diamaré et la région de l’Extrême-Nord. Elle fait partie du canton de Ouzal-Loulou.

## Population
En 1975, la localité comptait 175 habitants, des Guiziga. À cette date, elle était dotée d'une école publique à cycle complet.
Lors du recensement de 2005, on y a dénombré 514 personnes.
Une enquête de terrain de 2014 porte ce chiffre à 1 715.